# Ixtacuixtla de Mariano Matamoros
Ixtacuixtla de Mariano Matamoros è un comune del Messico, situato nello stato di Tlaxcala, il cui capoluogo è la località di Villa Mariano Matamoros.
La municipalità conta 35.162 abitanti (2010) e ha un'estensione di 29,93 km².